# NGC 7063
NGC 7063 (również OCL 192) – gromada otwarta znajdująca się w gwiazdozbiorze Łabędzia. Odkrył ją John Herschel 19 sierpnia 1828 roku. Jest położona w odległości ok. 2,2 tys. lat świetlnych od Słońca.